# Скобало Іван Михайлович
Іван Михайлович Скобало (15 серпня 1926, Янів, Польща — 1980) — маляр-портретист і монументаліст. Член спілки художників СРСР.

## Життєпис
Народився 15 серпня 1926 року у містечку Янові (нині — Івано-Франкове) біля Львова.
1954 року закінчив Львівський Інститут Прикладного та Декоративного Мистецтва, навчався в класі Йосипа Бокшая та Вітольда Монастирського. 

## Роботи
- «Гуцулка», «Дід і онук» (1961);
- «Портрет сестри» (1967);
- співавтор панно «Дружба народів» в аванзалі павільйону Виставки передового досвіду в народному господарстві УРСР (1958).